# Флавиан II (патриарх Антиохийский)
Патриарх Флавиан II (греч. Πατριάρχης Φλαβιανός Β; умер в 518, Петра) — патриарх Антиохийский (498—512); святой Православной (память 20 июля (2 августа)) и Католической (память 4 июля) церквей.
В его время в восточной церкви шла ожесточённая борьба между несторианами и евтихианами, и авторитет решений Халкидонского собора подвергался сомнению. Император Анастасий I благоприятствовал евтихианам, но Флавиан, став патриархом, начал высказываться против них. Епископ Иерапольский Ксенай обвинил его в потворстве несторианам. Флавиан предал анафеме Нестория и его учение. Ксенай предъявил новые требования: Флавиан должен был предать анафеме Диодора Тарсского, Феодора Мопсуестского и Феодорита Кирского и отвергнуть решения Халкидонского собора. Флавиан исполнил первое требование, но не согласился на второе. Тогда некоторые церкви в Малой Азии отказались от общения с Антиохийской церковью.
В 510 году в Сидоне собрался собор, проклявший Халкидонский собор и низложивший его защитников. Вслед за тем в Антиохию явилась толпа монахов с громкими проклятиями против Флавиана. За него вступились население Антиохии и другая толпа монахов, пришедших из Койлесирии. Произошла стычка. Император воспользовался этим случаем, чтобы сместить Флавиана, который был удалён в Петру. На патриаршем престоле Флавиана заменил миафизит Севир.
Святитель Флавиан скончался в Петре около 518 года.